# Radnai-havasok
A Radnai-havasok (románul: Munții Rodnei) a Keleti-Kárpátok legmagasabb része Észak-Romániában. A Máramarosi-havasokkal, a Lápos-hegységgel, a Borgói-hegységgel és a Cohárd-hegységgel határos. A hegység 50 km hosszú és 30-40 km széles, és bővelkedik tengerszemekben, gleccser alakította völgyekben és vízesésekben. Az északi oldal meredek és rövid, a déli lankás és hosszú, ezért Máramaros felől könnyebb a kelet-nyugati, jellegzetes főgerincre feljutni. A főgerinc jelentős része 2000 méter feletti és alpesi jellegű.
A legmagasabb csúcs a főgerinctől északra, Borsa felé található Nagy-Pietrosz (románul: Vârf Pietrosu) 2303 m, melyet Köves-Havas néven is ismernek, és amelyet Horthy-csúcsnak hívtak a második világháborúban 1942-től 1944-ig. Ettől alig maradnak el a következő csúcsok Rebra 2268 m, Kis-Rebra 2221 m, Grohotu 2203 m és főgerincen keletre található Ünőkő 2279 m, Kis-Ünőkő (Lála) 2222 m.
A Lóhavasi-vízesés (románul: Cascada Cailor) a maga 80 méteres magasságával Erdély egyik legnagyobb vízesése.
Itt van Románia legmélyebb barlangja, (már a V5 zsomboly 6xx m-rel) az Izvorul Tausoarelor, amely 479 méterre nyúlik le a felszín alá. Egy másik barlang a 242 méter mély Jgheabul lui Zalion.

## Nemzeti parkok
- Radnai-havasok Nemzeti Park: a legnagyobb természetvédelmi terület a Keleti-Kárpátok északi csoportjában. Területe 47 227 hektár, amelyből 3300 hektár 1979 óta védelmben van. A park Borsa felőli bejáratánál a Cailor-vízesés. A környékbeli sziklák az alpinisták kedvelt gyakorlóhelye.

- Nagy-Pietrosz Tudományos Rezerváció: a Radnai-havasok északnyugati részén található, 750 m-től 2303 m magasságig. 1932-ben hozták létre.

## Lavina tragédia 1944. január 13-a, csütörtök 11 óra.
- A Radnai-havasokban a 2305 méter magas Nagy-Pietrosznak, az akkori országhatárokon belüli legmagasabb csúcsnak a megmászása közben lavinaszerencsétlenség ért tizenhat levente-síelőt. Egyiküknek sikerült csak megmenekülnie, tizenöten a lavina áldozatául estek.
- Az áldozatok nevei:  Bacsa Mihály (Salgótarján, 1926)  Bagyinszky János (Ecseg, 1912)  Dombay Pál (Salgótarján, 1923)  Fehér Gyula (Salgótarján, 1916)  Fényszarusi József (Salgótarján, 1923)  Györe József (Salgótarján, 1919)  Huszár Béla (Salgótarján, 1926)  Juhász József (Salgótarján, 1913)  Kojnok Gyula (Salgótarján, 1925)  Liptay Pál (Salgótarján, 1913)  Orosz Imre (Budapest, 1912)  Vankó József (Salgótarján, 1925)  Vlacsil Béla (Salgótarján, 1924)  Vlacsil József (Salgótarján, 1926)  Völgyvári Márton (Temesvár, 1912)

## Turistautak
Kék sáv: Borsa 665 m - Meteorológiai állomás (sátorhely, esetleg szállás) 1760 m - Mosolygó-tó (salgótarjáni leventék kopjafája) - Nagy-Pietrosz csúcs 2303 m - Nagy-Bukuly csúcs 2268 m - Kis-Bukuly csúcs 2221 m - Rebra csúcs 2119 m

## Képgaléria

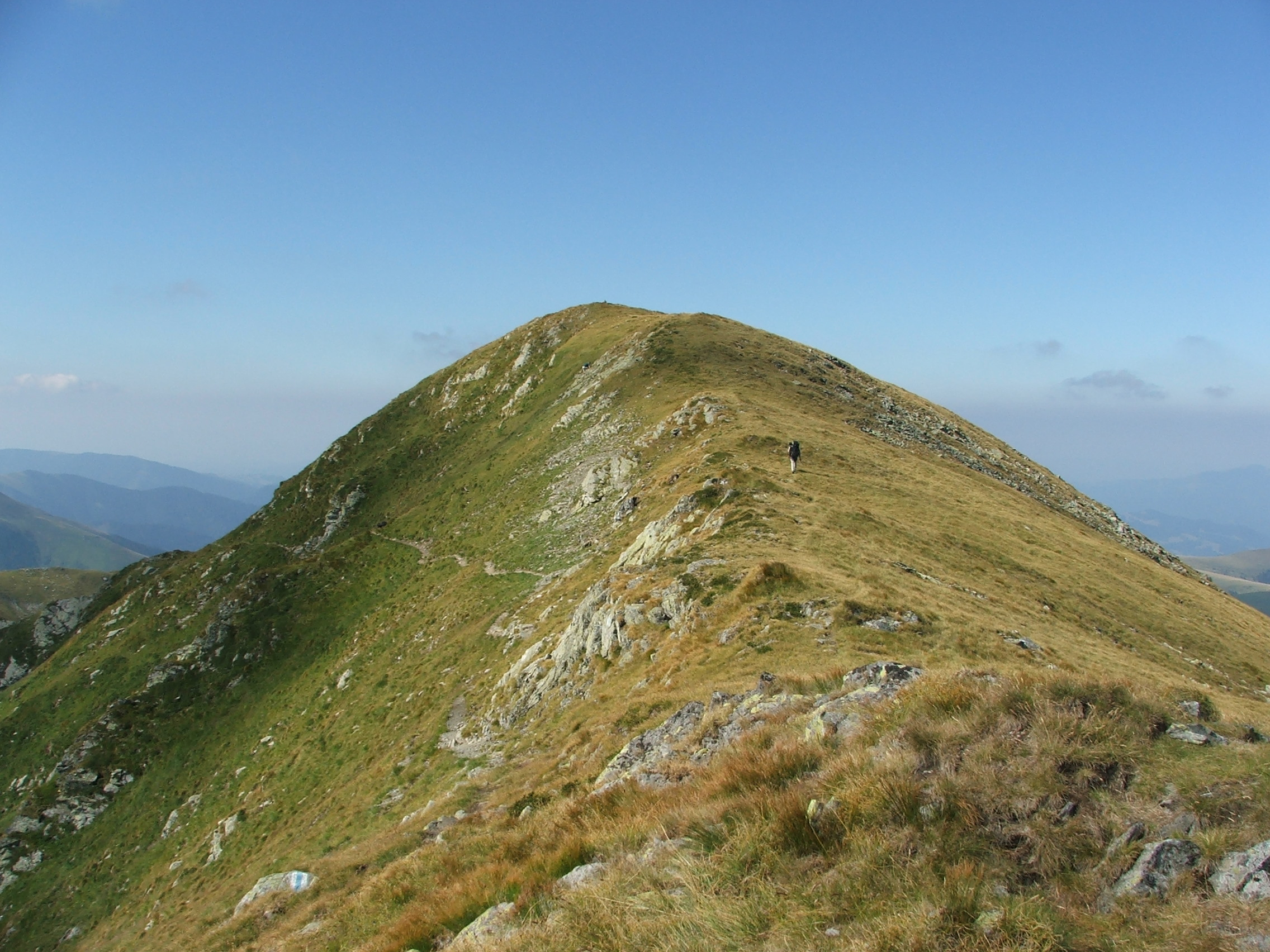
Kis-Bukuly csúcs
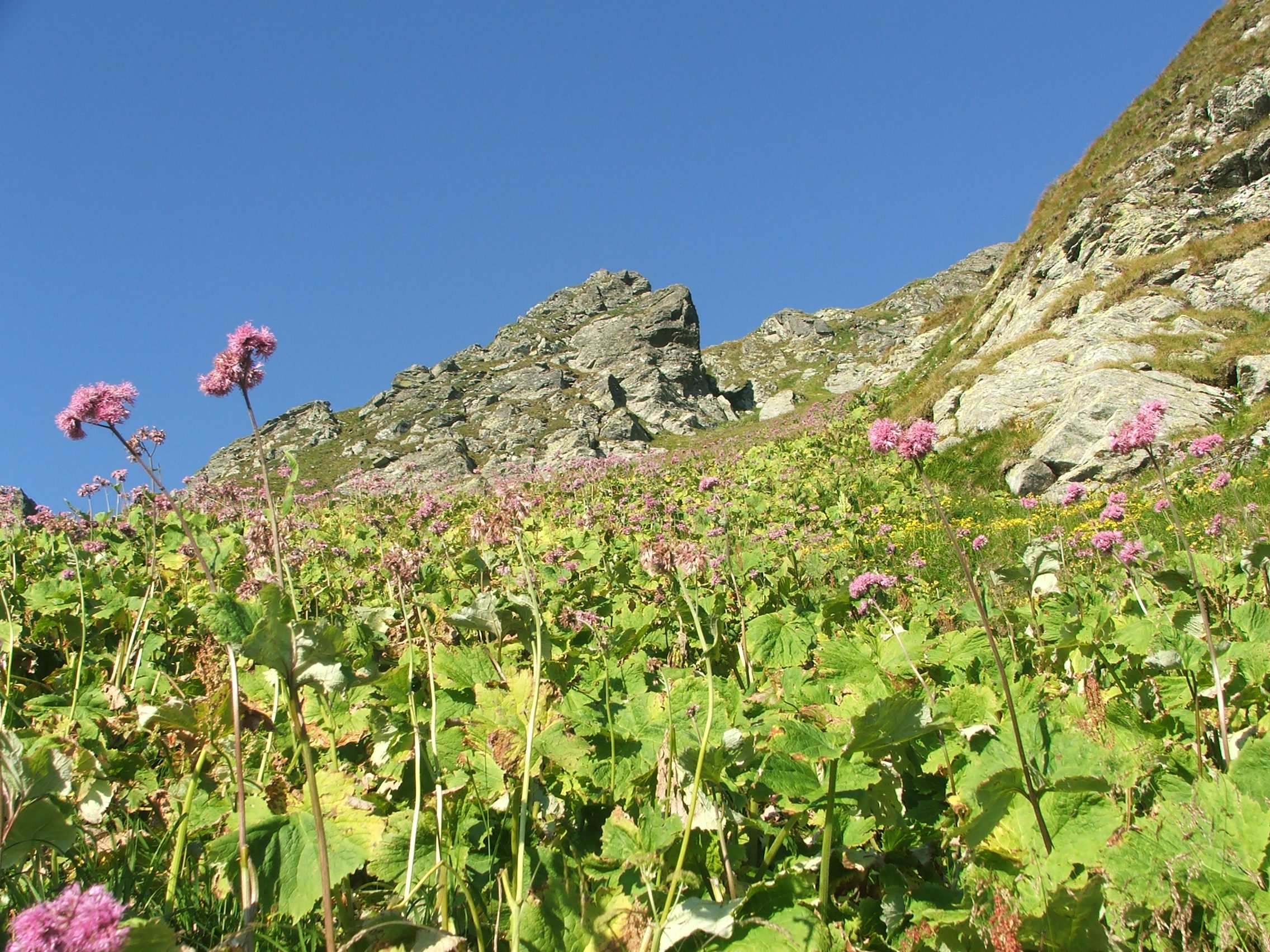
Nagy-Pietrosz felé
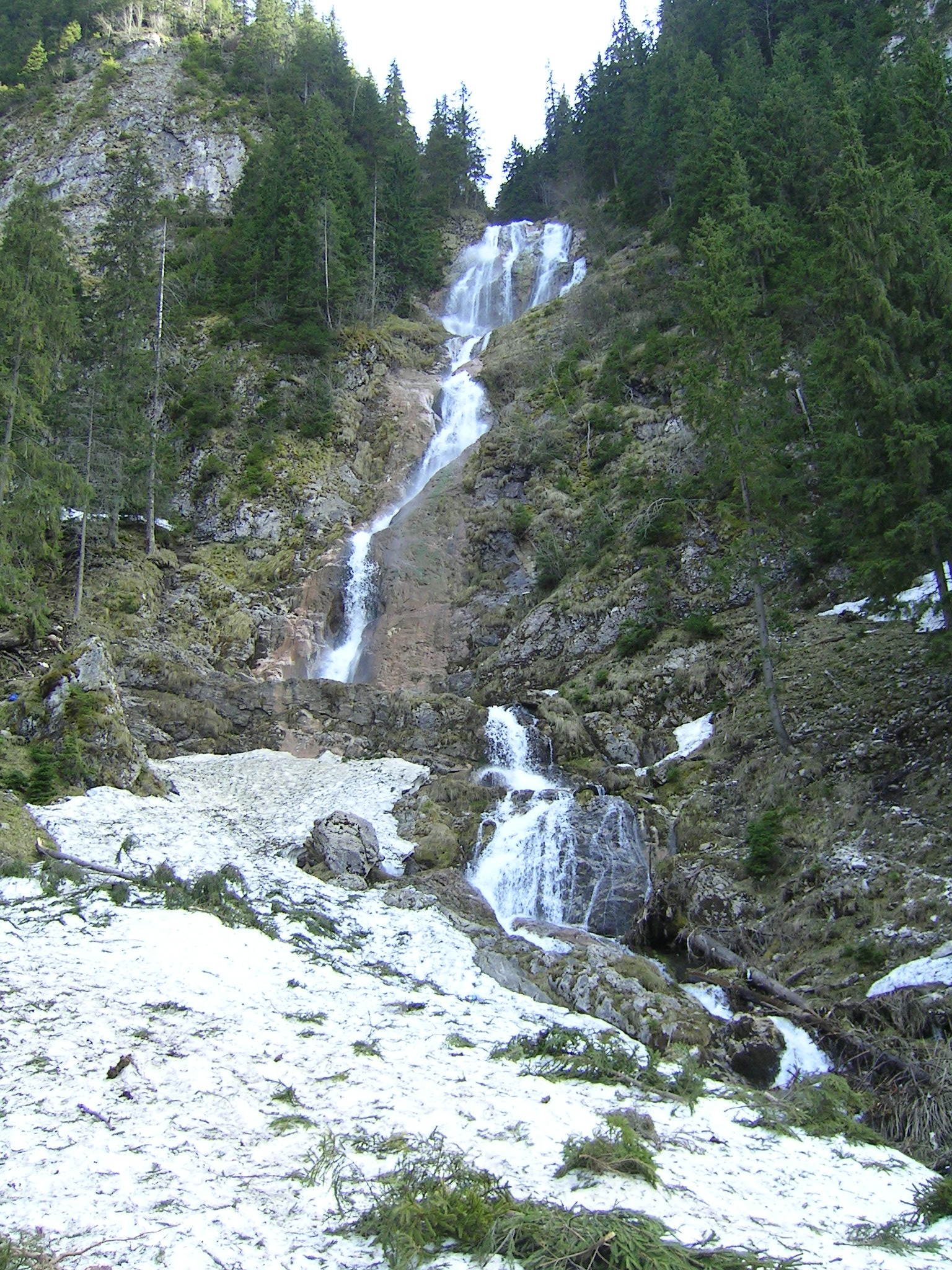
Lóhavasi-vízesés
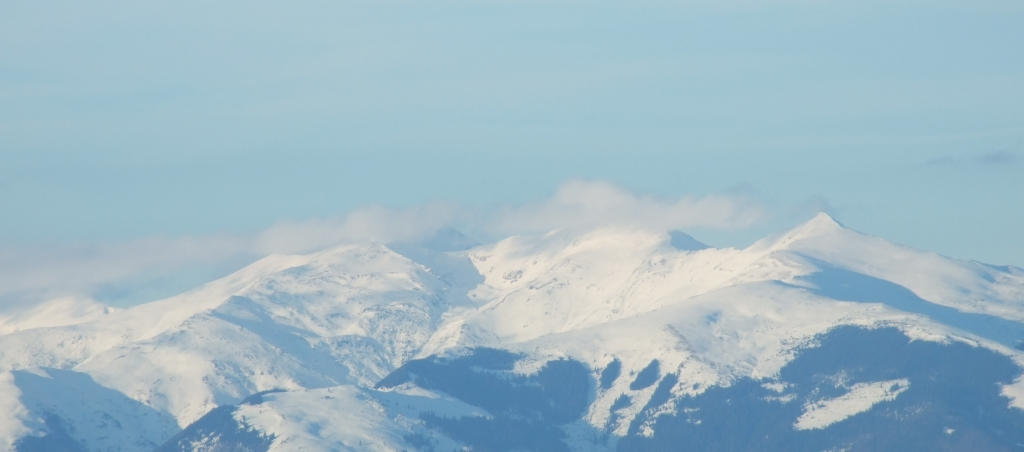
Ünőkő
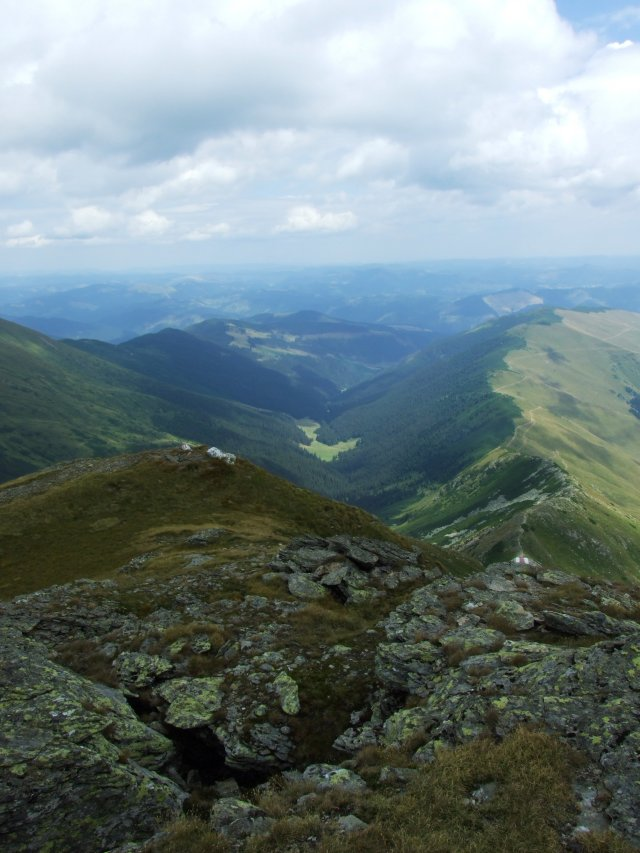
Lála-völgy
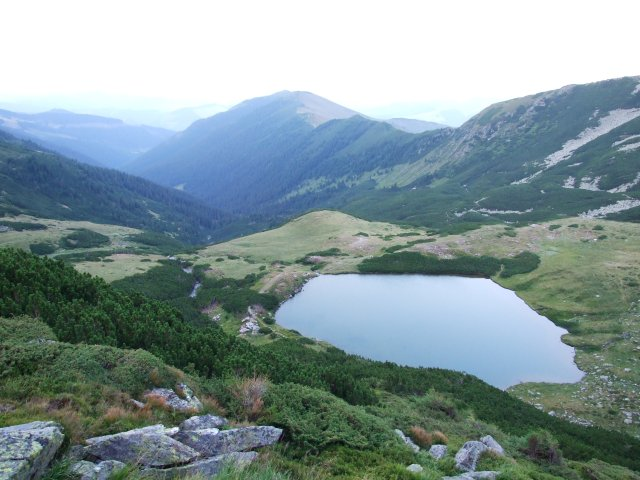
Nagy-Lála tó
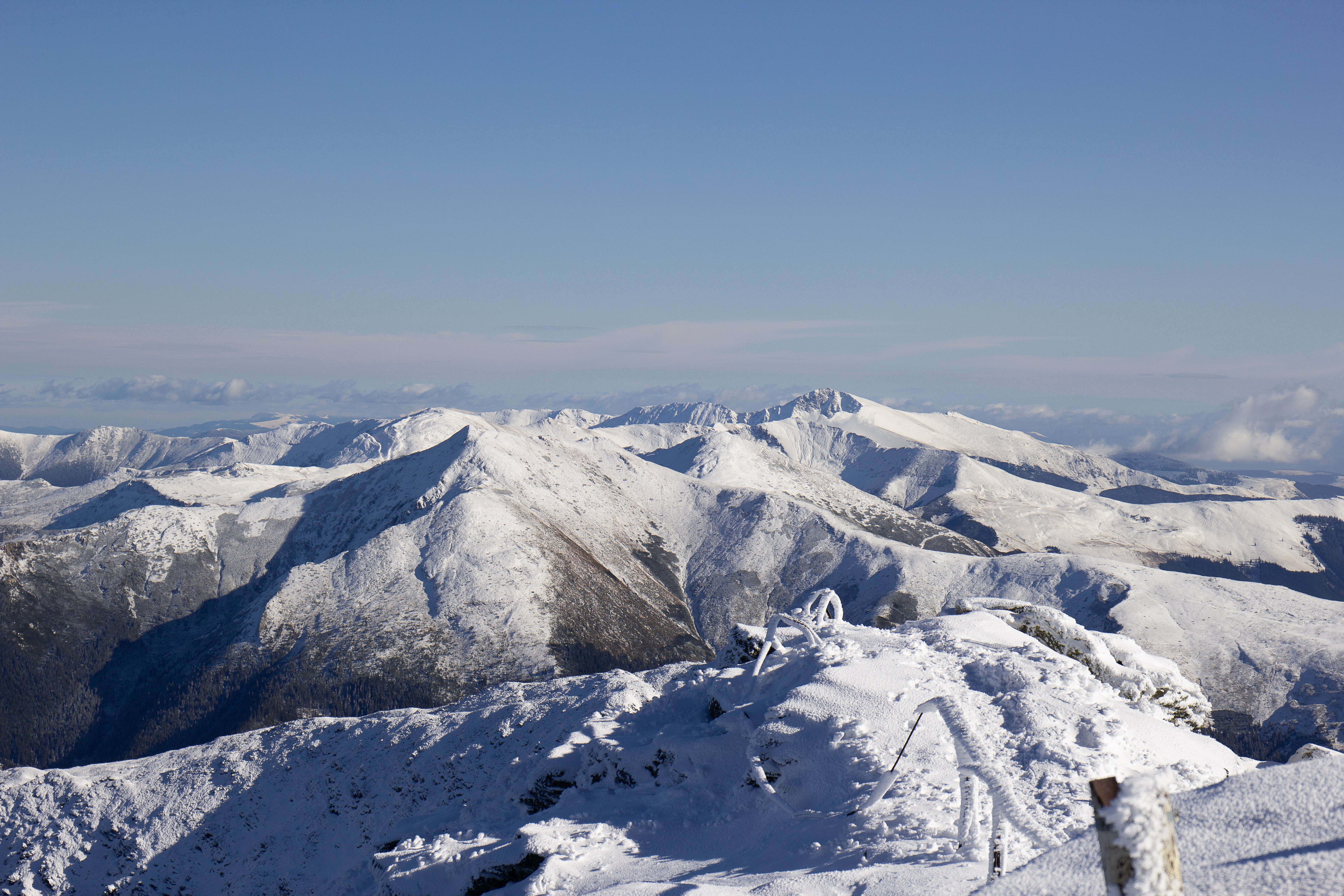
A Radnai Havasok Novemberben a Nagy-Pietrosz csúcsról

## Külső hivatkozások
- A Radnai-havasok magyar nyelvű honlapja
- Online böngészhető Radnai-havasok turistatérkép
- GPS alapú interaktív Radnai-havasok turistatérkép
- Részletes turistaút információk és leírások
- Régi turistatérképek a Radnai-havasokról Archiválva 2020. július 22-i dátummal a Wayback Machine-ben
- Radnai-havasok Nemzeti Park honlapja